# Modo subjuntivo
Modo subjuntivo (português brasileiro) ou conjuntivo (português europeu) é o modo verbal que expressa incerteza, EX: dúvida , possibilidade , hipótese e desejo. O modo subjuntivo também é usado em orações subordinadas , ou seja , que dependem de uma oração principal.
Exemplos:
• você pensa ir à festa?
• talvez ele vá ao mercado.!
• ele deve ter ido comprar algo.!

## Presente do subjuntivo/conjuntivo
Existem duas condições obrigatórias para que o modo subjuntivo/conjuntivo seja aplicado:
- Duas orações, sendo uma principal e a outra dependente (ou subordinada): o subjuntivo/conjuntivo só é usado na dependente.
- Verbo principal num desses modos: presente simples ou composto (tenho pensado) e futuro (pensarei/vou pensar)

Verbos irregulares no modo subjuntivo: 
- Ser
- Estar
- Haver
- Saber
- Querer
- Dar
- Ir
- Odiar

| Pessoa   | Ser     | Estar     | Haver   | Saber    | Querer    | Dar   | Ir    | Odiar   |
| -------- | ------- | --------- | ------- | -------- | --------- | ----- | ----- | ------- |
| Que eu   | seja    | esteja    | haja    | saiba    | queira    | dê    | vá    | odeie   |
| Que tu   | sejas   | estejas   | hajas   | saibas   | queiras   | dês   | vás   | odeies  |
| Que ele  | seja    | esteja    | haja    | saiba    | queira    | dê    | vá    | odeie   |
| Que nós  | sejamos | estejamos | hajamos | saibamos | queiramos | demos | vamos | odiemos |
| Que vós  | sejais  | estejais  | hajais  | saibais  | queirais  | deis  | vais  | odieis  |
| Que eles | sejam   | estejam   | hajam   | saibam   | queiram   | deem  | vão   | odeiem  |

- Ainda que

- Uma vez que

No modo subjuntivo/conjuntivo, assim como no indicativo, é possível usar os três tempos verbais básicos—presente, passado (ou pretérito) e futuro.
- Presente: indica uma possibilidade, um fato incerto no presente: Que...
- Pretérito imperfeito: indica a possibilidade de um fato ter acontecido ou não: Se...
- Futuro: indica a possibilidade de um fato acontecer: Quando